# Jeff Ward
Jeff Ward, född den 22 juni 1961 i Glasgow, Skottland, men uppvuxen i USA (och amerikansk medborgare), är en amerikansk motocross och racerförare. Ward växte upp i Kalifornien.

## Racingkarriär
Ward har vunnit mängder av amerikansk motocrosstitlar, och de allra finaste titlarna kom i AMA:s 500cc-klass 1989 och 1990. Tidigare hade han vunnit 125cc-klassen 1984, samt 250cc-klassen 1985 och 1988. Dessutom vann Ward det amerikanska mästerskapet i supercross för 250cc-motorcyklar 1985 och 1987. Ward började därefter tävla i Indy Lights inom banracing med formelbilar. Han var ingen av de större stjärnorna i kategorin, men lyckades i alla fall bli åtta i mästerskapet 1995. Under 1997 års säsong fick Ward chansen i IRL för första gången, och gjorde totalt succé. Han slutade trea i Indianapolis 500 redan i debuten i klassikern. Under säsongen 1998 blev han en av seriens toppförare, då serien på den tiden inte höll så mycket högre kvalitet förarmässigt än vad Lights hade gjort under Wards tid där. Han lyckades inte vinna någon tävling, men tog tre pallplatser och femte plats totalt.
Under 1999 års säsong led Ward av att han bytte team två gånger under säsongen, och föll tillbaka till elfte plats i mästerskapet. Under säsongen 2000 fick Ward stabilitet i from av att han körde för A.J. Foyt Enterprises hela säsongen. Han slutade på elfte plats för andra säsongen i rad, vilket fick Foyt att inte förlänga kontraktet med honom. Med Heritage Motorsports under säsongen 2001 blev det en tredje raka elfteplats sammanlagt. Efter det fick Ward ett oväntat erbjudande om att köra säsongen 2002 för CART:s gigant Chip Ganassi Racing, när teamet skulle testa IRL inför ett totalt byte till säsongen 2003. Till Ganassis besvikelse klarade Ward inte av att matcha toppteamen, även om han tog stallets första IRL-seger på Texas Motor Speedway i juni. Ward skulle avsluta sin formelbilskarriär efter säsongen, då Ganassi inte valde att förlängas kontraktet med den 41-årige föraren.
Efter att han slutat med IndyCar kom Ward främst att tävla i supermoto, där han vann AMA:s mästerskap 2004 och 2006, samt supermoto i X-Games 2006 och 2008.